# Шапле су Брансион
Шапле су Брансион (фр. Chapelle-sous-Brancion) насеље је и општина у источном делу централне Француске у региону Бургоња, у департману Саона и Лоара која припада префектури Макон.
По подацима из 2011. године у општини је живело 127 становника, а густина насељености је износила 12,78 становника/km². Општина се простире на површини од 9,94 km². Налази се на средњој надморској висини од 280 метара (максималној 415 m, а минималној 202 m).

## Демографија
| 1962. | 1968. | 1975. | 1982. | 1990. | 1999. | 2011. |
| ----- | ----- | ----- | ----- | ----- | ----- | ----- |
| 169   | 175   | 121   | 153   | 149   | 139   | 127   |

График промене броја становника у току последњих година